# Let the River Run
Let the River Run é uma canção apresentada pela primeira vez no filme Working Girl, de 1988 , com música e letra de Carly Simon. A canção ganhou o Oscar de Melhor Canção Original em 1989. A canção também ganhou um Globo de Ouro de Melhor Canção Original no 46º Prêmio Globo de Ouro, empatando com "Two Hearts", de Phil Collins e Lamont Dozier de Buster, em 1989, e um Grammy Award de Melhor Canção Escrita Especificamente para um Filme ou Televisão, em 1990.
A trilha sonora de Working Girl foi lançada no ano seguinte e alcançou a posição #45 na Billboard 200, também contém uma versão coral da faixa apresentando o Coro de Homens e Meninos do Saint Thomas Choir School, da cidade de Nova York.

## Presença em Que Rei Sou Eu? Internacional (Brasil)
A canção foi incluída na trilha sonora internacional da novela Que Rei Sou Eu?, de Cassiano Gabus Mendes, exibida pela Rede Globo em 1989.